# Szászcsávás
Szászcsávás (vagy Csávás, románul: Ceuaș) falu Romániában, Maros megyében. Közigazgatásilag Mikefalva községhez tartozik.

## Fekvése
Marosvásárhelytől 30 km-re délnyugatra fekszik. A Kis-Küküllő völgyének, bal partján egy észak-déli fekvésű harántvölgy ölén terül el a magyar és cigány lakosságú kistelepülés. A falu egy kilométer hosszúságban, egy keskeny völgyben húzódik végig. Keletről szőlők, délről lombhullató erdőségek veszik körül. Északi szomszédja Mikefalva (a községközpont), a keleti Bernád és Bonyha, a déli Dányán, a nyugati Désfalva. Legközelebbi városok Dicsőszentmárton és Marosvásárhely.
A falut a községközponttól (Mikefalva) 4 km hosszú bekötőúton lehet elérni.
Két utcája van: a Nagy utca, és a Kis utca, és három részre oszlik: Alszeg, Középszeg és Felszeg. A falun a Botos patak csordogál végig, amely a Kicsi Kappanok nevű erdőből ered, és a Kis-Küküllőbe torkollik. A falu felett őrködik az Ónom-hegy.

## Története
1301-ben említették először az Apor László erdélyi vajda és Zunoki (Szolnoki) ispán közötti adásvételi szerződésben Chawas néven.
[[
A trianoni békeszerződésig Kis-Küküllő vármegye Dicsőszentmártoni járásához tartozott.

## Híres emberek
- Itt született 1826. október 29-én Kinizsi István az 1848-49-es magyar szabadságharc huszárszázadosa.

## Lásd még
- Szászcsávási Zenekar